# Raión de Shusha
Shusha (en azerí: Şuşa) es uno de los cincuenta y nueve rayones en los que subdivide políticamente la República de Azerbaiyán. La ciudad capital es la ciudad de Shusha.

## Territorio y Población
Comprende una superficie de 289 kilómetros cuadrados, con una población de 24 165 personas y una densidad poblacional de 83,61 habitantes por kilómetro cuadrado.

## Economía
La actividad principal es la agricultura. Sus actividades son principalmente la cría de animales y cultivo de frutas y hortalizas.